# Tribu (mathématiques)
Vous lisez un « bon article » labellisé en 2010.
Pour les articles homonymes, voir Tribu et Algèbre (homonymie).
En mathématiques, une tribu ou σ-algèbre (lire sigma-algèbre) ou plus rarement corps de Borel sur un ensemble X est un ensemble non vide de parties de X, stable par passage au complémentaire et par union dénombrable (donc aussi par intersection dénombrable). Les tribus permettent de définir rigoureusement la notion d'ensemble mesurable.
Progressivement formalisées pendant le premier tiers du XXe siècle, les tribus constituent le cadre dans lequel s'est développée la théorie de la mesure. Leur introduction est notamment rendue nécessaire par le théorème d'Ulam. Les exemples les plus fameux en sont les tribus boréliennes, du nom d'Émile Borel, qui construisit la tribu borélienne de la droite réelle en 1898, et la tribu de Lebesgue, formée des ensembles mesurables définis par Henri Lebesgue en 1901. En conséquence, les tribus sont aussi fondamentales en théorie des probabilités, dont l'axiomatisation moderne s'appuie sur la théorie de la mesure. Dans ce domaine, les tribus ne sont pas seulement le support du formalisme, mais aussi un outil puissant, qui est à la base de la définition de concepts parmi les plus importants : espérance conditionnelle, martingales, etc.

## Définition
Définition — Soit {\displaystyle X} un ensemble. On appelle tribu (ou σ-algèbre) sur {\displaystyle X}, un ensemble {\displaystyle {\mathcal {A}}} de parties de {\displaystyle X} qui vérifie :
1. {\displaystyle {\mathcal {A}}} n'est pas vide
2. {\displaystyle {\mathcal {A}}} est stable par complémentaire
3. {\displaystyle {\mathcal {A}}} est stable par union dénombrable.

Une minorité de sources exigent également que {\displaystyle X} ne soit pas vide ; cette hypothèse supplémentaire n'est utilisée à aucun endroit de cet article.
Formellement :
1. {\displaystyle {\mathcal {A}}} contient {\displaystyle \varnothing }
2. {\displaystyle \forall B\in {\mathcal {A}},} {\displaystyle {}^{c}B\in {\mathcal {A}}} (où {\displaystyle {}^{c}B} désigne le complémentaire de {\displaystyle B} dans {\displaystyle X}).
3. si {\displaystyle \forall n\in \mathbb {N} ,B_{n}\in {\mathcal {A}}} alors {\displaystyle \bigcup _{n\in \mathbb {N} }B_{n}\in {\mathcal {A}}} (l'union est dite « dénombrable » parce que l'ensemble des indices l'est).

La définition qui précède a l'intérêt d'être lisible sans connaître le langage des algèbres de Boole ; si on le connaît, on peut l'exprimer sous forme plus resserrée :
Forme alternative de la définition — Une tribu est une algèbre d'ensembles stable par réunion dénombrable.
Le couple {\displaystyle \left(X,{\mathcal {A}}\right)} est appelé espace mesurable ou espace probabilisable en fonction du contexte. Sur les espaces mesurables on définit des mesures ; sur les espaces probabilisables on s'intéresse spécifiquement aux probabilités.
Les parties de {\displaystyle X} qui appartiennent à la tribu {\displaystyle {\mathcal {A}}} sont appelées ensembles mesurables. Dans un contexte probabiliste, on les appelle événements.

### Quelques exemples
- La tribu dite grossière : {\displaystyle {\mathcal {A}}=\{\varnothing ,X\}}.
- La tribu dite discrète : {\displaystyle {\mathcal {A}}={\mathcal {P}}(X)} où {\displaystyle {\mathcal {P}}(X)} représente l'ensemble de toutes les parties de {\displaystyle X}.
- Si {\displaystyle X=\{a,b,c,d\}} alors {\displaystyle {\mathcal {A}}=\{\varnothing ,\{a\},\{b,c,d\},X\}} est une tribu sur {\displaystyle X}. C'est la plus petite tribu contenant l'ensemble {\displaystyle \{a\}}.
- Pour tout {\displaystyle X}, {\displaystyle \{A\in {\mathcal {P}}(X)\,\mid \,A} ou {\displaystyle {}^{c}A\,} fini ou dénombrable {\displaystyle \}\,} est une tribu sur {\displaystyle X}.
- En revanche si {\displaystyle X} est infini, {\displaystyle \{A\in {\mathcal {P}}(X)\,\mid \,A} ou {\displaystyle {}^{c}A\,} fini {\displaystyle \}\,} n'est pas une tribu sur {\displaystyle X}, bien que ce soit une algèbre de Boole de parties de {\displaystyle X}.

## Motivations
En analyse, l'importance des tribus s'est progressivement affirmée au long des trente premières années du XXe siècle. Le siècle s'ouvre par l'élaboration par Henri Lebesgue de sa théorie de l'intégration. Dans la décennie suivante on commence à exploiter la notion géométrique de mesure en probabilités, Johann Radon construit en 1913 une théorie de l'intégration sur {\displaystyle \mathbb {R} ^{n}} qui généralise à la fois celle de Lebesgue et celle de Stieltjes, Felix Hausdorff définit en 1918 la mesure qui porte aujourd'hui son nom en dimensions non entières. Simultanément, on s'efforce de bâtir une axiomatisation abstraite de l'intégration dans laquelle s'intègreraient toutes ces nouvelles théories. Cette unification, réalisée dans le début des années 1930, s'appuie sur la définition moderne d'une mesure. La notion de tribu en est un élément constitutif.
Les tribus sont également les constructions nécessaires à la définition rigoureuse d'une mesure d'aire (mesure de Lebesgue). En première approche, l'aire pourrait être définie intuitivement comme l'image d'un ensemble {\displaystyle A\subset \mathbb {R} ^{2}} par une mesure {\displaystyle \mu :{\mathcal {P}}(\mathbb {R} ^{2})\to \mathbb {R} ^{+}} (avec éventuellement {\displaystyle \mu (A)=+\infty } si {\displaystyle A=\mathbb {R} ^{2}}) vérifiant les propriétés suivantes :
1. L'ensemble vide "n'a pas d'aire" : {\displaystyle \mu (\emptyset )=0}.
2. Les aires s'ajoutent : Si {\displaystyle (A_{n})_{n\in \mathbb {N} }} est une suite de parties du plan deux à deux disjointes, alors {\displaystyle \mu (\bigcup _{n\in \mathbb {N} }A_{n})=\sum _{n\in \mathbb {N} }\mu (A_{n})}.
3. L'aire est invariante par déplacements : Si deux ensembles {\displaystyle A} et {\displaystyle A'} se déduisent l'un de l'autre par translation ou rotation, alors {\displaystyle \mu (A)=\mu (A')}.
4. Pour tout rectangle {\displaystyle R} non plat, on a {\displaystyle 0<\mu (R)<+\infty }.

Cependant, il vient le problème suivant.
Théorème — Il n'existe pas d'application de {\displaystyle {\mathcal {P}}(\mathbb {R} ^{2})} dans {\displaystyle \mathbb {R} ^{+}} vérifiant les quatre propriétés ci-dessus.
Il faut donc accepter que certains ensembles n'aient pas d'aire, on doit donc restreindre la notion d'aire à un ensemble de parties {\displaystyle {\mathcal {A}}} qui possèdent une aire. On a besoin que {\displaystyle {\mathcal {A}}} soit stable par réunion dénombrable au vu de (2), de même il serait nécessaire que {\displaystyle {\mathcal {A}}} soit stable par passage au complémentaire. Cela permet donc d'introduire la notion de tribu, on introduit également la notion de mesure au sens large, qui se contentera de ne vérifier que (1) et (2), puisque (3) et (4) sont des propriétés qu'on attendrait d'une mesure d'aire, et pas forcément d'une mesure dans le cas général.

Un exemple de processus aléatoire : le mouvement brownien.

Depuis la publication en 1933 des Fondements de la théorie des probabilités d'Andreï Kolmogorov, les probabilités sont solidement ancrées sur la théorie de la mesure. Les σ-algèbres y jouent un rôle incontournable, peut-être plus central qu'en analyse : ici elles ne sont pas seulement un cadre de travail, mais aussi un outil puissant. La preuve de la loi du zéro-un de Kolmogorov fournit un exemple relativement élémentaire de leur efficacité.
La théorie des processus stochastiques (l'étude probabiliste de phénomènes variant avec le temps) permet de donner une interprétation intuitive de certaines tribus. Par exemple, supposons qu'on s'intéresse à l'évolution du prix d'un actif financier en fonction du temps. L'espace des événements {\displaystyle X} est l'ensemble des évolutions possibles de cet actif, c'est-à-dire des fonctions associant à chaque instant un prix. Pour chaque valeur {\displaystyle t} du temps, on définit ainsi une tribu {\displaystyle {\mathcal {A}}_{t}} : étant donné un ensemble {\displaystyle A} d'événements, on décidera que {\displaystyle A} est dans {\displaystyle {\mathcal {A}}_{t}} si on peut le décrire par une formulation qui, lue par un observateur vivant à la date {\displaystyle t}, ne se réfère qu'au passé. Pour fixer les idées, si {\displaystyle A} est l'événement « le cours de l'actif a constamment augmenté pendant l'année 2006 », il appartient à {\displaystyle {\mathcal {A}}_{2010}} puisqu'un observateur vivant en 2010 peut en décider en consultant des archives, mais n'est pas dans {\displaystyle {\mathcal {A}}_{2005}} (sauf à être extralucide, un observateur vivant en 2005 n'en peut rien savoir). On dispose finalement d'une tribu évoluant en fonction du temps, dont la valeur {\displaystyle {\mathcal {A}}_{t}} représente le niveau d'information disponible à la date {\displaystyle t}. Sa croissance exprime l'expansion constante de l'information disponible. Cette famille croissante de tribus (on parle de filtration) permet alors de formaliser diverses hypothèses sur le phénomène modélisé (via les concepts d'espérance conditionnelle, de martingale, etc.) puis d'en tirer mathématiquement des conclusions.

## Propriétés élémentaires
- Une tribu est stable par union finie (appliquer le point 3 de la définition à une suite infinie dénombrable {\displaystyle (A_{0},A_{1},\ldots ,A_{n},\ldots ,A_{n},A_{n},\ldots )} constituée de {\displaystyle n+1} ensembles, le dernier étant répété à l'infini).
- {\displaystyle X\in {\mathcal {A}}} (prendre un élément {\displaystyle A\in {\mathcal {A}}} et écrire {\displaystyle X=A\cup {}^{c}A}).
- {\displaystyle \varnothing \in {\mathcal {A}}} ({\displaystyle \varnothing } est le complémentaire de {\displaystyle X}).
- Une tribu est également stable pour l'opération d'intersection dénombrable (d'après les points 2 et 3 de la définition) et a fortiori stable sous intersection finie : 
 si {\displaystyle \forall n\in \mathbb {N} ,A_{n}\in {\mathcal {A}}} alors {\displaystyle \bigcap _{n\in \mathbb {N} }A_{n}\in {\mathcal {A}}}.
- Une intersection quelconque (finie, infinie, y compris infinie non-dénombrable) de tribus est une tribu. Ainsi, si {\displaystyle \left({\mathcal {A}}_{i}\right)_{i\in I}} est une famille de tribus sur {\displaystyle X}, alors {\displaystyle \bigcap _{i}{\mathcal {A}}_{i}} est aussi une tribu sur {\displaystyle X}.
- A contrario, une union de tribus n'est généralement pas une tribu.
- Le critère suivant est occasionnellement utile pour prouver qu'un ensemble de parties est une tribu :

Proposition — Soit {\displaystyle X\,} un ensemble, et soit {\displaystyle {\mathcal {A}}} un ensemble de parties de {\displaystyle X\,} qui vérifie :
1. {\displaystyle {\mathcal {A}}} n'est pas vide
2. {\displaystyle {\mathcal {A}}} est stable par complémentaire
3. Une union dénombrable d'éléments de {\displaystyle {\mathcal {A}}} deux à deux disjoints est encore dans {\displaystyle {\mathcal {A}}}
4. {\displaystyle {\mathcal {A}}} est stable par intersection finie.

Alors {\displaystyle {\mathcal {A}}} est une tribu sur {\displaystyle X\,}.
On le prouve facilement en remarquant que pour toute suite d'éléments de {\displaystyle {\mathcal {A}}} (a priori non disjoints) on peut écrire :
D'autres sources fournissent une variante de cette proposition, en posant comme troisième condition la stabilité par réunion dénombrable croissante. Si on est familier du vocabulaire défini à l'article « lemme de classe monotone », cet énoncé peut se dire ainsi : tout λ-système qui est aussi un π-système est une σ-algèbre.

## Tribu engendrée par un ensemble de parties
Si {\displaystyle {\mathcal {C}}} est un ensemble arbitraire de parties de {\displaystyle X}, il existe alors une plus petite tribu (au sens de l'inclusion) contenant {\displaystyle {\mathcal {C}}}, notée {\displaystyle \sigma ({\mathcal {C}})} et appelée la tribu engendrée par {\displaystyle {\mathcal {C}}}.
On prouve l'existence de {\displaystyle \sigma ({\mathcal {C}})} en la définissant comme l'intersection de toutes les tribus sur {\displaystyle X} qui contiennent {\displaystyle {\mathcal {C}}} (cette intersection a un sens, puisqu'au moins une telle tribu existe, à savoir la tribu discrète).
Exemples :
- Soit {\displaystyle A\in {\mathcal {P}}(X),A\neq X} et {\displaystyle A\neq \varnothing }, alors {\displaystyle \sigma (\{A\})=\{\varnothing ,A,{}^{c}A,X\}}. Pour {\displaystyle X=\{a,b,c,d\}} et {\displaystyle A=\{a\}}, on retrouve l'exemple donné plus haut.
- Soit {\displaystyle {\mathcal {L}}=\{\{x\},x\in X\}} l'ensemble des singletons de l'espace de référence {\displaystyle X\,}. La tribu {\displaystyle \sigma ({\mathcal {L}})} est égale à {\displaystyle \{A\in {\mathcal {P}}(X),A} ou {\displaystyle {}^{c}A\,} fini ou dénombrable {\displaystyle \}\,} : on retrouve là aussi un exemple déjà mentionné.

On dispose d'un procédé un peu plus constructif de production de {\displaystyle \sigma ({\mathcal {C}})}, par application itérée à partir des éléments de {\displaystyle {\mathcal {C}}\cup \{X\}} des opérations d'intersection, de réunion dénombrable et de passage au complémentaire. La construction est toutefois techniquement un peu subtile, car il ne suffit pas de répéter cette itération {\displaystyle \aleph _{0}} fois, il faut faire l'itération {\displaystyle \aleph _{1}} fois, pour cela on définit une application {\displaystyle f} de source {\displaystyle \aleph _{1}+1}. La définition de {\displaystyle f} se fait par récurrence transfinie. La {\displaystyle \sigma }-algèbre engendrée sera {\displaystyle f(\aleph _{1})}.

## Deux exemples importants: les tribus de Borel et de Lebesgue
On appelle tribu de Borel ou tribu borélienne sur un espace topologique donné la tribu engendrée par les ensembles ouverts. Dans le cas simple et fondamental de l'espace usuel à {\displaystyle n} dimensions, la tribu borélienne de {\displaystyle \mathbb {R} ^{n}} est engendrée par une famille dénombrable de parties, les pavés dont les sommets sont à coordonnées rationnelles. Par un résultat mentionné plus loin, elle a donc la puissance du continu — ce qui prouve incidemment qu'elle n'est pas égale à l'ensemble de toutes les parties de {\displaystyle \mathbb {R} ^{n}}, qui est de cardinal strictement supérieur.
En probabilités, ou dans les théories de l'intégration dérivant de celle de la mesure, la tribu de Borel de {\displaystyle \mathbb {R} } (ou de la droite achevée {\displaystyle {\overline {\mathbb {R} }}}) joue un rôle prééminent : c'est en effet relativement à elle qu'on définit les fonctions mesurables à valeurs réelles ou les variables aléatoires réelles.
Les tribus boréliennes sont le cadre naturel où se rencontrent les théories de l'intégration et la théorie de la mesure, notamment par le théorème de représentation de Riesz qui associe une mesure définie sur la tribu de Borel à certaines fonctionnelles sur un espace de fonctions continues.
Bien que les espaces métriques non dénombrables usuels aient des propriétés topologiques extrêmement dissemblables, toutes leurs tribus boréliennes sont indiscernables. Un théorème de Kuratowski affirme en effet que tous ceux appartenant à une très large classe, les espaces de Lusin, ont des tribus boréliennes isomorphes entre elles et en particulier isomorphes à la tribu de Borel sur la droite réelle. Les espaces de Lusin en tant qu'espaces mesurables sont donc classifiés par leur cardinal.
Sur l'espace {\displaystyle \mathbb {R} ^{n}}, une autre tribu mérite d'être signalée : la tribu de Lebesgue, dont les éléments sont les ensembles mesurables au sens de Lebesgue. Cette tribu contient strictement la tribu de Borel, dont elle est la complétée pour la mesure de Lebesgue. Si on accepte d'utiliser l'axiome du choix, elle ne coïncide pas non plus avec l'ensemble de toutes les parties de {\displaystyle \mathbb {R} ^{n}}.

## Constructions de tribus

### Tribu image réciproque
Proposition et définition — Soit {\displaystyle (Y,{\mathcal {B}})} un espace mesurable, {\displaystyle X} un ensemble et {\displaystyle f\,\colon X\to Y} une application.
L'ensemble {\displaystyle f^{-1}({\mathcal {B}})} défini par :
est une tribu sur {\displaystyle X}. On l'appelle tribu image réciproque ou tribu engendrée par {\displaystyle f}.
Comme indiqué un peu plus bas, ceci permet notamment de restreindre une tribu à un sous-ensemble de son univers {\displaystyle X}. Le lemme de transport est un résultat simple mais utile pour manipuler une image réciproque de tribu définie par une partie génératrice, par exemple une tribu borélienne.
Lorsque plusieurs fonctions partent de {\displaystyle (X,{\mathcal {A}})} — typiquement en probabilités, où plusieurs variables aléatoires sont simultanément considérées au départ d'un même espace — il est facile de généraliser la tribu image réciproque : on parle de tribu engendrée par une famille d'applications (qui sont souvent des variables aléatoires). On trouvera cette définition à l'article « tribu engendrée ».

### Tribu image
Proposition et définition — Soit {\displaystyle (X,{\mathcal {A}})} un espace mesurable, {\displaystyle Y} un ensemble et {\displaystyle f\,\colon X\to Y} une application.
L'ensemble {\displaystyle f({\mathcal {A}})} défini par :
est une tribu sur {\displaystyle Y}. On l'appelle tribu image.

### Tribu engendrée
Théorème — Soit {\displaystyle X,Y} deux ensembles, {\displaystyle {\mathcal {F}}\subset {\mathcal {P}}(Y)} et {\displaystyle f:X\to Y} une application. On a
Théorème — Soit {\displaystyle (X,{\mathcal {A}}),(Y,{\mathcal {B}})} deux espaces mesurables et {\displaystyle f:X\to Y} une application. Soit {\displaystyle {\mathcal {F}}\subset {\mathcal {B}}} telle que {\displaystyle \sigma _{Y}({\mathcal {F}})={\mathcal {B}}}, on a

### Tribu trace
Proposition et définition — Soit {\displaystyle (X,{\mathcal {A}})} un espace mesurable et {\displaystyle E} une partie de {\displaystyle X}.
La trace de {\displaystyle {\mathcal {A}}} sur {\displaystyle E}, c'est-à-dire l'ensemble {\displaystyle \left\{A\cap E\,\mid \,A\in {\mathcal {A}}\right\}}, est une tribu sur {\displaystyle E}. On l'appelle tribu trace.
De plus, si {\displaystyle E\in {\mathcal {A}}}, alors {\displaystyle {\mathcal {A}}_{E}=\{A\in {\mathcal {A}}\,\mid \,A\subset E\}} et donc {\displaystyle {\mathcal {A}}_{E}\subset {\mathcal {A}}}.

### Tribu produit
Définition — Soit {\displaystyle (X_{1},{\mathcal {A}}_{1})\ } et {\displaystyle (X_{2},{\mathcal {A}}_{2})\ } deux espaces mesurables. La tribu produit, notée {\displaystyle {\mathcal {A}}_{1}\times {\mathcal {A}}_{2}\ } ou {\displaystyle {\mathcal {A}}_{1}\otimes {\mathcal {A}}_{2}\ }, est la tribu de parties du produit cartésien {\displaystyle X_{1}\times X_{2}\ } engendrée par les pavés {\displaystyle A_{1}\times A_{2},\ } où {\displaystyle A_{i}\in {\mathcal {A}}_{i},\quad i\in \{1,2\}\ :\ }
La définition de la tribu produit est le préalable à celle de la mesure produit dont l'usage permet de généraliser à des espaces abstraits les intégrales multiples.
Le concept se généralise à un produit d'une famille infinie d'espaces mesurables.

### Tribu cylindrique
Définition — Soit {\displaystyle ((X_{n},{\mathcal {A}}_{n}))_{n\in \mathbf {N} ^{*}}} une suite d’espaces mesurables, et {\displaystyle X=\prod \limits _{n\in \mathbf {N} ^{*}}X_{n}}. On appelle tribu cylindrique la tribu sur {\displaystyle X} engendrée par l’ensemble des cylindres :
{\displaystyle C=\left\{A_{1}\times \dots \times A_{k}\times \prod \limits _{n\geqslant k+1}X_{n}\mid k\in \mathbf {N} ,(A_{1},\dots ,A_{k})\in {\mathcal {A}}_{1}\times \dots \times {\mathcal {A}}_{k}\right\}}
La définition se généralise à une famille quelconque d’espaces mesurables.
Comme dans le cas d’un produit fini, on peut alors définir le produit de mesures grâce au théorème d'extension de Carathéodory, mais il faut pour cela des hypothèses sur les espaces mesurables.
Théorème — Si les {\displaystyle (X_{n},{\mathcal {T}}_{n})} sont des espaces topologiques quasi‐compacts dont les {\displaystyle {\mathcal {A}}_{n}} sont les tribus boréliennes (en particulier si les {\displaystyle X_{n}} sont finis) et que {\displaystyle (\mu _{n})_{n\in \mathbf {N} ^{*}}} est une suite de mesures de probabilité définies sur ces espaces mesurables, alors il existe une unique mesure {\displaystyle \mu } sur {\displaystyle (X,\sigma (C))} telle que :
{\displaystyle \forall k\in \mathbf {N} ,\forall (A_{1},\dots ,A_{k})\in {\mathcal {A}}_{1}\times \dots \times {\mathcal {A}}_{k},\mu \left(A_{1}\times \dots \times A_{k}\times \prod \limits _{n\geqslant k+1}X_{n}\right)=\mu _{1}(A_{1})\times \dots \times \mu _{k}(A_{k})}
Cet outil est plus faible que le précédent mais peut suffire dans certains cas simples, en probabilités notamment. Ainsi, des problèmes tels que le problème du collectionneur de vignettes ou le jeu de pile ou face infini s’étudient sur des espaces probabilisés de la forme (Ω, σ(C), P) où l’on pose Ωn l’univers des possibles au ne tirage ({Pile, Face} pour le pile ou face infini ; [1,k ] pour le problème du collectionneur si les vignettes sont étiquetées de 1 à k), Pn une probabilité (par exemple la loi uniforme) sur l’espace probabilisable {\displaystyle (\Omega _{n},{\mathcal {P}}(\Omega _{i}))}, {\displaystyle \Omega =\prod \limits _{n\in \mathbb {N} }\Omega _{n}} l’univers des possibles pour l’ensemble du tirage aléatoire, σ(C) et P la tribu cylindrique et la probabilité obtenues par le procédé décrit précédemment.

### Tribu complétée
Proposition et définition — Soit {\displaystyle \ (X,{\mathcal {A}},\mu )} un espace mesuré.
L'ensemble {\displaystyle {\overline {\mathcal {A}}}_{\mu }} défini par :
est une tribu sur {\displaystyle X}. On l'appelle tribu complétée.
Le résultat de la complétion dépend de {\displaystyle \mu }, puisque la notion de partie négligeable n'a de sens que vis-à-vis d'une mesure bien précisée.
La construction généralise dans un cadre abstrait la situation de la tribu de Lebesgue relativement à la tribu borélienne de ℝn (sous la mesure de Lebesgue).

## Notion d'atomes et cardinalité des tribus
Pour élément x de X, on définit l'atome de x relativement à la tribu par :
En utilisant seulement la stabilité de {\displaystyle {\mathcal {A}}} par passage au complémentaire, on vérifie que les atomes constituent une partition de X (les atomes sont donc les classes d'équivalence d'éléments de X, pour la relation d'équivalence : « appartenir exactement aux mêmes éléments de {\displaystyle {\mathcal {A}}} »). On voit également que tout élément de {\displaystyle {\mathcal {A}}} est réunion d'atomes mais qu'un atome n'est pas forcément un élément de {\displaystyle {\mathcal {A}}}.
Ce concept permet notamment de prouver la proposition suivante :
Proposition — Toute tribu infinie a au moins la puissance du continu.
La conjonction de ce résultat et de la construction d'une tribu engendrée par récurrence transfinie permet de prouver un résultat plus précis lorsqu'on suppose la tribu dénombrablement engendrée :
Théorème — Soit {\displaystyle (X,{\mathcal {A}})} un espace mesurable. S'il existe une partie infinie dénombrable de la tribu {\displaystyle {\mathcal {A}}} qui engendre celle-ci, alors {\displaystyle {\mathcal {A}}} a la puissance du continu.

## Histoire du concept
La notion de tribu est étroitement liée à celle de mesure, qui est elle-même une généralisation des notions de longueur (sur une droite), d'aire (dans le plan) et de volume (dans l'espace à trois dimensions). Dans la deuxième moitié du XIXe siècle, la question de savoir quels ensembles peuvent être mesurés se pose. La longueur d'un intervalle de bornes {\displaystyle a} et {\displaystyle b} est {\displaystyle b-a}. Bernhard Riemann, avec l'intégrale qui porte son nom, est le premier à permettre de mesurer des parties de la droite réelle qui ne sont pas des intervalles.
À sa suite, d'autres mathématiciens cherchent la meilleure façon de définir les ensembles mesurables : Stolz et Harnack considèrent les réunions finies d'intervalles, dans ℝ. Cependant, Harnack, en 1884, est le premier à évoquer une union dénombrable d'intervalles, il prouve ainsi que tout ensemble dénombrable (dont l'ensemble des nombres rationnels) inclus dans ℝ est de mesure nulle.

« Pour éviter de fausses interprétations, je remarque incidemment que dans un certain sens, tout ensemble “dénombrable” de points peut être confiné dans des intervalles dont la somme des longueurs est arbitrairement petite. Ainsi peut-on par exemple inclure, quoiqu’ils soient denses dans le segment, tous les nombres rationnels entre 0 et 1 dans des intervalles dont la somme des longueurs est aussi petite qu’on veut. »

Cela n'est pas admis par les mathématiciens de l'époque, car paraît contradictoire avec le fait que l'ensemble des nombres rationnels est dense dans celui des réels. En effet, un ensemble de mesure nulle est perçu « très petit » alors qu'un ensemble dense est « très grand ».
Ce paradoxe apparent conduit les mathématiciens (dont Camille Jordan en 1892) à ne considérer comme mesurables que les sous-ensembles de ℝ égaux à une union finie d'intervalles.

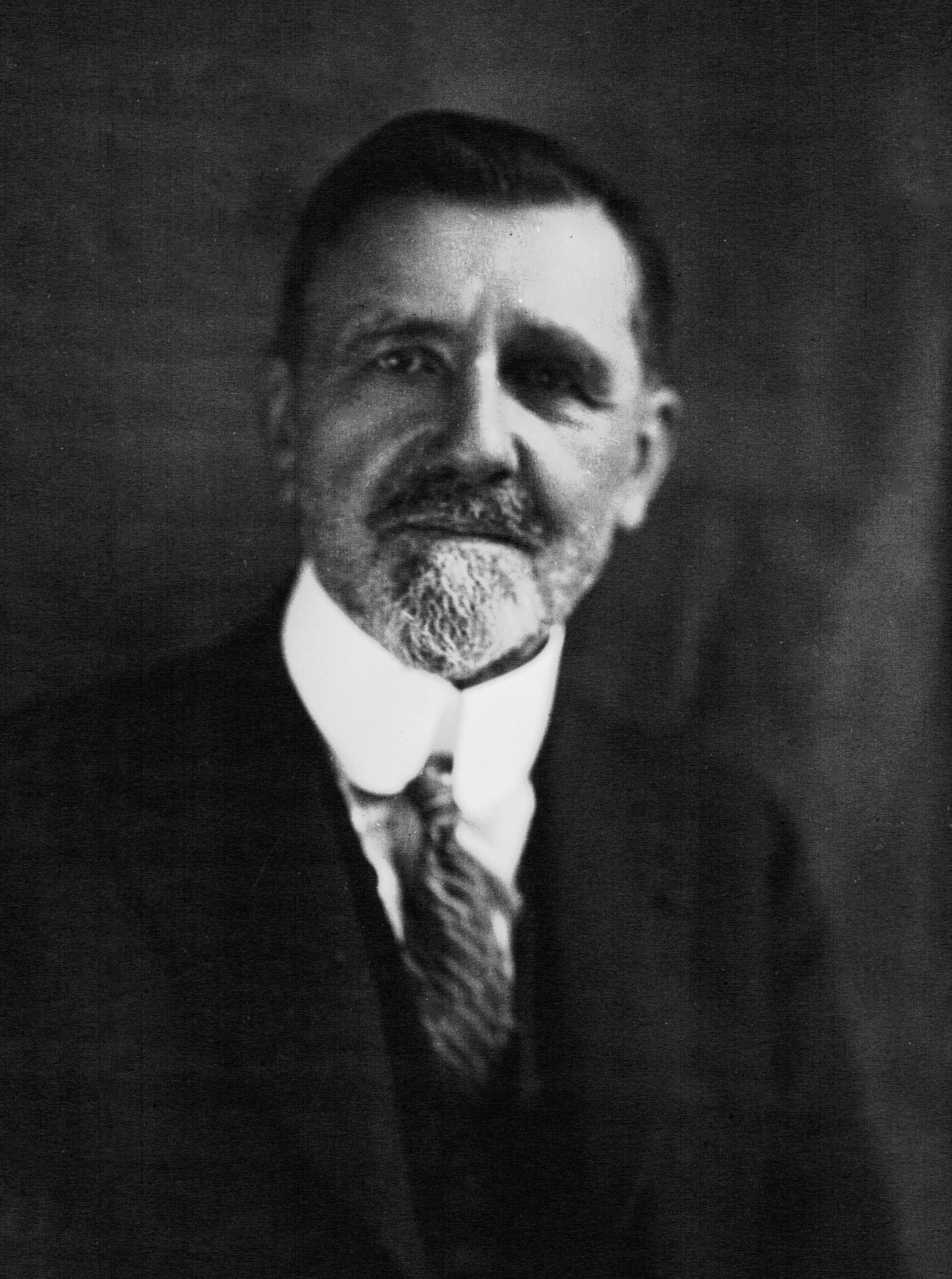
Émile Borel, père de la tribu borélienne de la droite réelle.

En 1898, Émile Borel s'appuie sur les réunions dénombrables d'intervalles ouverts disjoints deux à deux et construit, par récurrence transfinie, l'ensemble de parties qu'on appelle aujourd'hui la tribu borélienne de la droite réelle. Les boréliens ont la propriété suivante : la mesure d'une réunion d'ensembles boréliens deux à deux disjoints est égale à la somme des mesures de chacun de ces ensembles.
Les travaux contemporains de René Baire méritent aussi d'être mentionnés. Ils ont en effet nourri l'inspiration de ses contemporains en prouvant l'efficacité des techniques ensemblistes en analyse, même si c'est ailleurs que dans les fondements de l'intégration qu'ils ont révélé leur fécondité.
Les années 1901 à 1904 voient la publication par Henri Lebesgue de la théorie de la mesure des parties de l'espace euclidien et de la théorie de l'intégration qui portent son nom. Les ensembles mesurables qu'il définit forment un deuxième exemple de tribu, qui est l'ensemble de définition de la mesure de Lebesgue. On sait rapidement qu'en présence de l'axiome du choix il existe des ensembles non mesurables : il n'est plus question d'espérer mesurer toute partie de l'espace.
Les années 1910 voient se développer des recherches où l'accent est mis sur les fondements ensemblistes de la théorie de l'intégration et désormais aussi des probabilités. Felix Hausdorff et surtout Constantin Carathéodory, dont l'axiomatique des mesures extérieures étend à un cadre abstrait les travaux de Lebesgue, ont fait progresser ces recherches. En 1915, Maurice Fréchet publie un article qui propose déjà une définition des mesures très voisine de celle admise de nos jours. Il les définit sur ce qu'on appelle aujourd'hui des sigma-anneaux et est le premier à considérer des « ensembles abstraits » sans relation avec les nombres réels. Dans un article de 1927, Wacław Sierpiński introduit ce qu'on nomme aujourd'hui la tribu engendrée.
Dans les années 1930, la maturation du formalisme moderne est terminée. Pour la première fois semble-t-il, un article de 1930 d'Otton Nikodým énonce explicitement les définitions de sigma-algèbre et de mesure utilisées aujourd'hui. Deux traités influents parus pendant cette décennie popularisent définitivement la notion : Théorie de l'intégrale de Stanisław Saks pour l'analyse et Fondements de la théorie des probabilités d'Andreï Kolmogorov. Quant au terme de « tribu » utilisé en français pour dénommer les σ-algèbres, il a été introduit dans un article publié en 1936 par René de Possel, membre du groupe Bourbaki puis a servi à partir de 1940 de titre à la revue interne du groupe.